# Acacia reclinata
Acacia reclinata är en ärtväxtart som beskrevs av Nikolaus Joseph von Jacquin. Acacia reclinata ingår i släktet akacior, och familjen ärtväxter. Inga underarter finns listade i Catalogue of Life.